# Matias Varela
Louis Matias Karl Padin Varela (23 de junio de 1980), más conocido como Matias Varela, es un actor sueco, hijo de padres españoles. Fue criado en Södermalm, al sur de Estocolmo. Es reconocido por sus papeles como Miguel Santos en Nya tider, Jorge Chávez en la serie Arne Dahl, Jorge Salcedo en la tercera temporada de la serie de televisión Narcos y Jorge Salinas en las películas de Snabba Cash.

## Biografía
Según sus manifestaciones, de pequeño no se consideraba sueco ni los demás lo consideraban sueco, ya que le llamaban "cabeza negra". Cuenta igualmente que «ser inmigrante en el norte de Europa es una cosa complicada». Trabajó diez años de albañil y habla con fluidez sueco, gallego, español e inglés.

## Carrera
En 2000 se unió al elenco de la serie Nya tider, donde interpretó a Miguel "Mischa" Santos.
En 2010 actuó en la película Snabba Cash, donde dio vida al traficante de origen chileno Jorge Salinas Barrio, papel que repitió en las otras dos entregas de esta trilogía, Snabba Cash II (2012) y Snabba Cash - Livet Deluxe (2013). En 2011 se unió al elenco principal de la película Arne Dahl: Misterioso, donde interpretó por primera vez al oficial de la policía Jorge Chávez; la película forma parte de la franquicia de Arne Dahl, y en 2012 interpretó nuevamente a Chávez en la película Arne Dahl: Ont blod. Ese mismo año apareció en las miniseries Arne Dahl: Upp till toppen av berget, Arne Dahl: De största vatten y en Arne Dahl: Europa Blues. En 2013 se unió como personaje recurrente a la tercera temporada de la serie The Borgias, donde interpretó al rey Fernando II de Aragón. Ese mismo año apareció en la película Fjällbackamorden: I betraktarens öga, donde interpretó a Bo Hamrin, y en Snabba Cash - Livet Deluxe, donde dio vida nuevamente a Jorge Salinas Barrio. En 2015 se unió al elenco de la película Point Break, remake de la cinta homónima de 1991, donde dio vida a Grommet. En 2016 se unió al elenco de la esperada película Assassin's Creed, donde dio vida a Emir y a Yusuf. En 2017, interpretó uno de los papeles protagonistas de la tercera temporada de la serie Narcos, en la que interpreta a Jorge Salcedo, el jefe de seguridad del Cartel de Cali.

## Filmografía[4]

### Cine
| Año  | Título                               | Papel                | Notas |
| ---- | ------------------------------------ | -------------------- | --- |
| 2016 | Assassin's Creed                     | Emir                 | Junto a Michael Fassbender, Marion Cotillard, Ariane Labed, Brendan Gleeson y Jeremy Irons               |
| 2015 | Point Break                          | Grommet              | Junto a Luke Bracey, Teresa Palmer, Édgar Ramírez, Ray Winstone, Tobias Santelmann y Delroy Lindo        |
| 2013 | Snabba Cash - Livet Deluxe           | Jorge Salinas Barrio | Junto a Joel Kinnaman, Malin Buska, Martin Wallström, Dejan Čukić y Madeleine Martin                     |
| 2013 | Fjällbackamorden: I betraktarens öga | Bo Hamrin            | Junto a Richard Ulfsäter, Emma Swenninger y Sofia Zouagui                                                |
| 2012 | Snabba Cash II                       | Jorge Salinas Barrio | Junto a Joel Kinnaman, Lisa Henni, Fares Fares, Dejan Čukić y Madeleine Martin                           |
| 2012 | Arne Dahl: Ont blod                  | Jorge Chávez         | Junto a Shanti Roney, Malin Arvidsson, Magnus Samuelsson, Claes Ljungmark, Niklas Åkerfelt y Irene Lindh |
| 2011 | Arne Dahl: Misterioso                | Jorge Chávez         | Junto a Shanti Roney, Malin Arvidsson, Magnus Samuelsson, Claes Ljungmark, Niklas Åkerfelt y Irene Lindh |
| 2011 | En gång i Phuket                     | Jean Luc             | Junto a Peter Magnusson, Alexandra Rapaport y Frida Hallgren                                             |
| 2010 | Snabba Cash                          | Jorge Salinas Barrio | Junto a Joel Kinnaman, Dragomir Mrsic, Dejan Čukić. Lisa Henni y Fares Fares                             |
| 2005 | Storm                                | Knugen               | Junto a Joel Kinnaman, Eric Ericson, Eva Röse y Jonas Karlsson                                           |
| 2005 | Stockholm Boogie                     | Sofo                 | Junto a Erik Johansson, Jens Malmlöf y Maria Lindström                                                   |
| 2004 | Fröken Sverige                       | Hector               | Junto a Alexandra Dahlström, Sverrir Gudnason y Sebastian Ylvenius                                       |

### Televisión
| Año  | Título                               | Papel                  | Notas                       |
| ---- | ------------------------------------ | ---------------------- | --------------------------- |
| 2021 | Hierro                               | Gaspar Cabrera         | Segunda temporada           |
| 2020 | Raised by Wolves                     | Lucius                 | Papel recurrente            |
| 2019 | Blinded                              | Peder Rooth            | Papel principal             |
| 2017 | Narcos                               | Jorge Salcedo          | Tercera temporada           |
| 2014 | Ettor & Nollor                       | Nicola                 | 2 episodios - miniserie     |
| 2013 | The Borgias                          | Fernando II de Aragón  | 4 episodios                 |
| 2012 | Arne Dahl: Europa Blues              | Jorge Chávez           | 2 episodios - miniserie     |
| 2012 | Arne Dahl: De största vatten         | Jorge Chávez           | 2 episodios - miniserie     |
| 2012 | Arne Dahl: Upp till toppen av berget | Jorge Chávez           | 2 episodios - miniserie     |
| 2011 | Covert Affairs                       | -                      | episodio "The Wake-Up Bomb" |
| 2000 | Nya tider                            | Miguel "Mischa" Santos | 40 episodios                |

## Premios y nominaciones
| Año  | Categoría  | Premio          | Trabajo nominado           | Resultado |
| ---- | ---------- | --------------- | -------------------------- | --------- |
| 2014 | Best Actor | Guldbagge Award | Snabba Cash - Livet Deluxe | Nominado  |
| 2013 | Best Actor | Guldbagge Award | Snabba Cash II             | Nominado  |